# Achyronychia
Achyronychia é um género botânico pertencente à família Caryophyllaceae.

## Espécies
- Achyronychia cooperi'